# بنوكسابروفين
بنوكسابروفين (بالإنجليزية: Benoxaprofen)‏ هو مُركب كيميائي، يحمل الصيغة C16H12ClNO3، وهو دواء لاستيرويدي مضاد للالتهاب ويُباع تحت الاسم التجاري أورفليكس في الولايات المتحدة وتحت اسم أوبرين في أوروبا عبر إيلي ليلي وشركاءه. أوقفت شركة إيلي بيع الدواء عام 1982 بعد إبلاغاتٍ من الحكومة البريطانية وإدارة الغذاء والدواء الأمريكية حول الآثار الجانبية والقاتلة للدواء.

## التاريخ
اكتُشف دواء بينوكسابروفين على يد فريق من الكيميائيين الباحثين في مركز أبحاث ليلي البريطاني التابع لشركة إيلي ليلي وشركاه. كُلِّف هذا المختبر باستكشاف مركبات جديدة مضادة لالتهاب المفاصل عام 1966. وبعد سبع سنوات، تقدمت ليلي بطلب للحصول على براءة اختراع لدواءها الجديد الذي سُمي آنذاك "بينوكسابروفين". كما تقدمت بطلب للحصول على إذن من إدارة الغذاء والدواء الأمريكية لبدء اختبار بينوكسابروفين على البشر. وقد خضع الدواء لإجراءات الاختبار السريري المكونة من ثلاث خطوات والتي تشترطها الحكومة الفيدرالية الأمريكية.
بدأت شركة ليلي المرحلة الأولى من التجارب السريرية على البنوكسابروفين باختبار مجموعة مختارة من المتطوعين الأصحاء. كان على هذه الاختبارات إثبات أن دواءهم الجديد لا يُشكل أي مخاطر واضحة وفورية على السلامة. في المرحلة الثانية، تم اختبار عدد أكبر من البشر، بمن فيهم بعض المصابين بأمراض طفيفة؛ وكانت فعالية الدواء وسلامته الهدف الرئيسي لهذه الاختبارات. كانت المرحلة الثالثة أكبر اختبار، وبدأت عام 1976. تلقى أكثر من 100 طبيب البنوكسابروفين على أكثر من 2000 مريض مصاب بالتهاب المفاصل. ثم أبلغ الأطباء شركة ليلي بالنتائج.